# Premiul Globul de Aur pentru cel mai bun scenariu
Premiul Globul de Aur pentru cel mai bun scenariu este unul dintre premiile care se acordă anual la gala Premiile Globul de Aur, și este decernat de Asociația de presă străină de la Hollywood (Hollywood Foreign Press Association, HFPA).

## Anii 1940
- 1948: Miracle On 34Th Street - George Seaton
- 1949: The Search - Richard Schweizer

## Anii 1950
- 1950: Battleground - Robert Pirosh
- 1951: All About Eve - Joseph L. Mankiewicz
- 1952: Bright Victory -  Robert Buckner
- 1953: 5 Fingers - Michael Wilson
- 1954: Lili - Helen Deutsch
- 1955: Sabrina Ernest Lehman

## Anii 1960
- 1966: Doctor Zhivago – Robert Bolt
- 1967: A Man for All Seasons – Robert Bolt
- 1968: In the Heat of the Night – Sterling Silliphant
- 1969: Charly – Stirling Silliphant

## Anii 1970
- 1970: Anne of the Thousand Days – Bridget Boland, John Hale și Richard Sokolove
- 1971: Love Story - Erich Segal
- 1972: The Hospital - Paddy Chayefsky
- 1973: The Godfather - Francis Ford Coppola și Mario Puzo
- 1974: The Exorcist - William Peter Blatty
- 1975: Chinatown - Robert Towne
- 1976: One Flew Over the Cuckoo's Nest - Lawrence Hauben și Bo Goldman
- 1977: Network - Paddy Chayefsky
- 1978: The Goodbye Girl - Neil Simon
- 1979: Midnight Express - Oliver Stone

## Anii 1980
- 1980: Kramer vs. Kramer - Robert Benton
- 1981: The Ninth Configuration – William Peter Blatty
- 1982: On Golden Pond – Ernest Thompson
- 1983: Gandhi – John Briley
- 1984: Terms of Endearment – James L. Brooks
- 1985: Amadeus – Peter Shaffer
- 1986: The Purple Rose of Cairo – Woody Allen
- 1987: The Mission – Robert Bolt
- 1988: The Last Emperor – Bernardo Bertolucci, Mark Peploe și Enzo Ungari
- 1989: Running on Empty – Naomi Foner

## Anii 1990
- 1990: Born on the Fourth of July – Oliver Stone și Ron Kovic
- 1991: Dances with Wolves – Michael Blake
- 1992: Thelma & Louise – Callie Khouri
- 1993: Scent of a Woman – Bo Goldman
- 1994: Schindler's List – Steven Zaillian
- 1995: Pulp Fiction – Quentin Tarantino
- 1996: Sense and Sensibility – Emma Thompson
- 1997: The People vs. Larry Flynt – Scott Alexander și Larry Karaszewski
- 1998: Good Will Hunting – Ben Affleck și Matt Damon
- 1999: Shakespeare in Love – Marc Norman și Tom Stoppard

## Anii 2000
- 2000: American Beauty – Alan Ball
- 2001: Traffic – Stephen Gaghan
- 2002: A Beautiful Mind – Akiva Goldsman
- 2003: About Schmidt – Alexander Payne și Jim Taylor
- 2004: Lost in Translation – Sofia Coppola
- 2005: Sideways – Alexander Payne și Jim Taylor
- 2006: Brokeback Mountain – Larry McMurtry și Diana Ossana
- 2007: The Queen – Peter Morgan
- 2008: No Country for Old Men – Ethan și Joel Coen
- 2009: Slumdog Millionaire – Simon Beaufoy

## Anii 2010
- 2010: Up in the Air – Jason Reitman și Sheldon Turner
- 2011: The Social Network – Aaron Sorkin
- 2012: Midnight in Paris – Woody Allen
- 2013: Django Unchained – Quentin Tarantino
- 2014: Ea – Spike Jonze
- 2015: Birdman – Alejandro González Iñárritu, Nicolás Giacobone, Alexander Dinelaris Jr. și Armando Bó
- 2016: Steve Jobs–Aaron Sorkin
- 2017: La La Land–Damien Chazelle
- 2018: Three Billboards Outside Ebbing, Missouri–Martin McDonagh
- 2019: Once Upon a Time in Hollywood–Quentin Tarantino

## Anii 2020
- 2020: The Trial of the Chicago 7 – Aaron Sorkin
- 2021: Belfast – Kenneth Branagh
- 2022: The Banshees of Inisherin – Martin McDonagh
- 2023: Anatomia unei prăbușiri – Justine Triet & Arthur Harari
- 2024: Conclave – Peter Straughan